# 마르코 블라제프스키
마르코 블라제프스키(마케도니아어: Марко Блажевски, 1992년 11월 10일 ~ )는 북마케도니아의 수영 선수이다. 미국 윈게이트 대학교에서 유학 생활을 했으며, 2012년 하계 올림픽 당시 남자 400m 개인혼영 종목에 출전하여 34위를 기록했다.